# La Sarre Power Company
La Sarre Power Company Ltd (Compagnie Électrique de la Sarre) fut une compagnie de production et distribution d’électricité dans la région de l’Abitibi-Témiscamingue de sa fondation en 1928 jusqu’à sa nationalisation par Hydro-Québec en 1963.
Elle desservait les municipalités d’Amos et de La Sarre.

## Histoire
La municipalité de canton de La Sarre a été fondée en 1917. Les premières familles établies dans ce village n'avaient alors pas accès à l’électricité. Ce n’est qu’en 1922 que l’électricité fait son apparition dans la municipalité. Pierre Létourneau, un propriétaire d’une scierie, décide d’alimenter son entreprise en faisant construire un barrage et une centrale hydroélectrique.
En 1924, il décide de formaliser son entreprise et fonde alors La Compagnie Électrique de La Sarre qui alimente le réseau de la municipalité. Quatre ans plus tard, en 1928, un groupe d'investisseurs de la région mené par Arthur Lagueux et Paul DesRochers décide d’acheter La Compagnie Électrique de La Sarre. Ils fondent alors La Sarre Power Company Limited qui améliorera la centrale pour porter sa puissance à 1100 kW.
La compagnie alimente alors la mine Normétal, puis Bourlamaque, Siscoe et Molybdenite Reduction, ainsi que le réseau municipal de la ville d’Amos vers 1931. En 1934, Alfred-Henri Paradis devient vice-président de La Sarre Power.
Pour pallier les besoins en électricité de ses clients, la compagnie fait construire une seconde centrale hydroélectrique d’une puissance de 800 kW sur la Rivière La Sarre en 1939. La compagnie étudie l’élargissement de cette seconde centrale mais elle ne procède finalement pas à l’installation d’un deuxième groupe générateur. La compagnie poursuit ses opérations dans la région et participe à la vie locale de la municipalité de La Sarre.
En décembre 1962, le gouvernement Lesage annonce que la compagnie sera nationalisée et puis le 31 juillet 1963 elle devient giron d’Hydro-Québec, trois mois après la nationalisation des autres compagnies de production d’électricité du Québec.
Les Centrales La Sarre-1 et La Sarre-2 sont fermées respectivement en 1964 et 1965 à la suite de la nationalisation. Elles seront rouvertes sous l’égide d’Hydro-Abitibi, une compagnie privée, entre 1994 et 1995.

## Centrales Hydroélectriques
- Centrale La Sarre-1 - 1.1 MW (1922-1964, puis 1994-...)
- Centrale La Sarre-2 - 0.8 MW (1939-1965, puis 1995-...)